# کیبرنگی
کیبرنگی روستایی در استان ریفت والی، کنیا می‌باشد.